# Coro Real de Damas Galesas

Miembros del Coro Real de Damas de Gales en 1908.

El Coro Real de Damas Galesas,(en inglés Royal Welsh Ladies' Choir) fue un grupo de mujeres cantantes con sede en Cardiff, activo desde la década de 1880 hasta la Segunda Guerra Mundial.

## Primeros años
El Coro de Damas Galesas fue formado alrededor de 1883. Clara Novello Davies fue su primera líder, "una directora enérgica", y sus miembros (hasta 70 cantantes) eran seleccionadas de entre sus propias estudiantes. El coro realizó su primera gira por América en 1887. En 1893, ganaron el primer premio para un coro de damas en el Eisteddfod celebrado en conexión con la Exposición Mundial Colombina en Chicago. En 1894 se convirtieron oficialmente en "Reales" con una actuación de gala para la Reina Victoria en Osborne House. Un grupo más pequeño (alrededor de 24) realizó otra gira por Estados Unidos en 1895. En 1900, ganaron un premio en la Exposición de París.
La señora Hughes-Thomas, segunda directora del Coro Real de Damas Galesas, era hija del reverendo Richard Hughes de Maesteg. Asistió a la Royal Academy of Music en Londres. Hughes-Thomas fue la segunda esposa de Edward Thomas, alcalde de Cardiff.

## Giras

Clara Novello Davies

El Coro Real de Damas Galesas actuó para el Rey Eduardo VII en el Castillo de Windsor, y para el Rey y la Reina en el Yate Real, en el Puerto de la Reina Alejandra en Cardiff en julio de 1907. Al año siguiente (1908), emprendieron una serie de extensas giras por América del Norte, incluyendo San Francisco, Winnipeg, Atlanta y varias apariciones en las ciudades mineras del Valle de Wyoming.
En 1915, tres miembros del coro se fueron en medio de una disputa salarial, mientras el coro estaba en Detroit. Demandaron a Hughes-Thomas y se fueron de gira con la artista canadiense Ada Cosgrove en su lugar. Para 1919, Madame Hughes-Thomas estaba de gira por Estados Unidos con un grupo de solo ocho cantantes como el coro.
En 1920, Dame Nellie Melba elogió al coro: "Las Cantantes Damas Reales de Gales son magníficas; son perfectamente espléndidas, y pueden decir que lo dije yo".Mille Gertrude

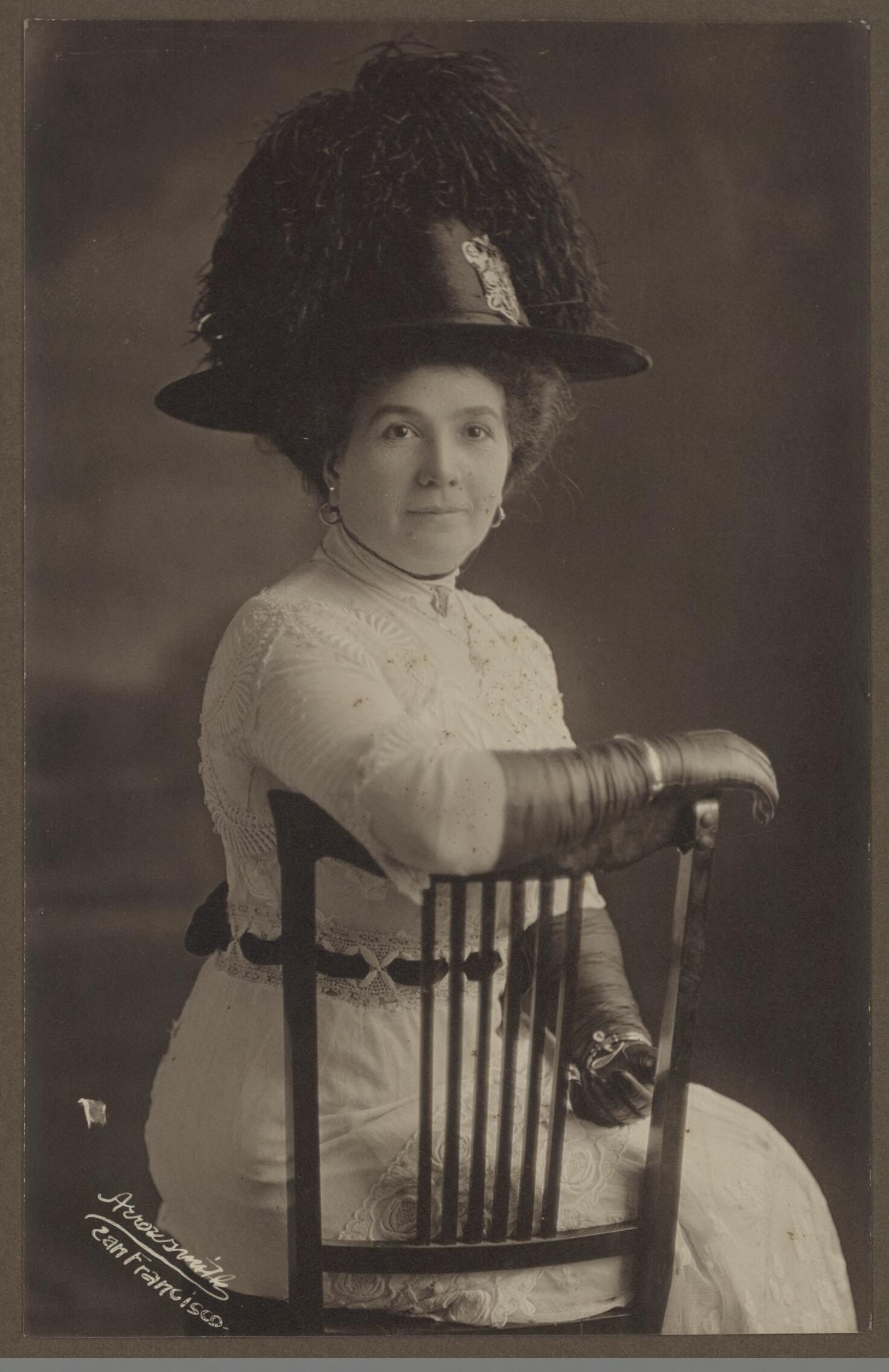
Madame Hughes Thomas, segunda líder del coro

## Últimos años
Gertrude Gronow dirigió el coro de doce a dieciséis voces, realizando giras en Pensilvania en Pittston, Canonsburg,y Franklin  de 1926 a 1928. En 1928, Clara Novello Davies regresó al timón para una actuación real en el Castillo de Windsor antes de que el coro de sesenta mujeres partiera para una gira por Australia.
Muriel Jones dirigió el coro en 1939.